# Kristallen 2005
Kristallengalan 2005 hölls 12 september 2005. Flest pris mottog SVT som fick tio utmärkelser, därefter MTG som fick tre priser och TV4 erhöll ett pris. Kristallen 2005 var den första gången som priset delades ut. Svenska folket utsåg vinnarna i kategorierna årets program, manliga samt kvinnliga programledare. Övriga priser valdes av en jury och av styrelsen för Det svenska tevepriset. UR deltog inte under det första året.

## Vinnare

### Bästa underhållningsprogram
- Vinnare: Så ska det låta (SVT)

### Bästa reality/dokusåpaprogram
- Vinnare:  Expedition Robinson (TV3)

### Bästa dramaprogram
- Vinnare: Om Stig Petrés hemlighet (SVT)

### Bästa humorprogram inkl sit-com
- Vinnare: Parlamentet (TV4)

### Bästa barnprogram
- Vinnare: Livet enligt Rosa (SVT)

### Bästa lifestyle/magasinsprogram
- Vinnare:  Kobra (SVT)

### Bästa fakta, aktualitet, samhälls och/eller nyhetsprogram
- Vinnare: Uppdrag granskning (SVT)

### Bästa dokumentär-produktion/program
- Vinnare: Prostitution bakom slöjan (SVT)

### Årets manliga programledare alla kategorier
- Vinnare: Hasse Aro (TV3)

### Årets kvinnliga programledare alla kategorier
- Vinnare: Kattis Ahlström (SVT)

### Årets sport- och nyhetsprogramledare
- Vinnare:  Peter Jihde (SVT)

### Publikens pris till bästa program alla kategorier
- Vinnare: Livräddarna (SVT)

### Årets förnyare
- Vinnare: Evin Rubar (SVT)

### Lifetime achievement priset
- Vinnare: Åke Ortmark (TV8)

## Nominerade

### Bästa underhållningsprogram
- High Chaparall (Kanal 5)
- Idol 2004 (TV4)
- Melodifestivalen 2005 (SVT)
- TV-huset (SVT)

### Bästa reality/dokusåpaprogram
- Paradise Hotel (TV4)
- Melkers krogakut (TV4)
- Riket (SVT)
- Wild Kids (SVT)

### Bästa dramaprogram
- Fyra nyanser av brunt (SVT)
- Graven (SVT)
- Saltön (SVT)

### Bästa humorprogram inkl sit-com
- Rallarsving (ZTV)
- 100 Höjdare (Kanal 5)
- Hey Baberiba (TV4)
- Ulveson & Herngren (SVT)

### Bästa barnprogram
- Grynets Megashow (SVT)
- Hjärnkontoret (SVT)
- Raggadish (SVT)
- REA (SVT)

### Bästa lifestyle/magasinsprogram
- Roomservice (Kanal 5)
- Bygglov (TV4)
- Antikrundan (SVT)
- Toppform (SVT)

### Bästa fakta, aktualitet, samhälls och/eller nyhetsprogram
- Insider (TV3)
- O som i Ortmark (TV8)
- Plus (SVT)
- Rapport (SVT)

### Bästa dokumentär-produktion/program
- Lite stryk får de tåla (TV4)
- Skotten i Knutby (TV4)
- Könskriget (SVT)
- Livräddarna (SVT)

### Årets manliga programledare
- Martin Timell (TV4)
- Adam Alsing (Kanal 5)
- Jonas Leksell (SVT)

### Årets kvinnliga programledare
- Renée Nyberg (TV3)
- Linda Isacsson (TV4)
- Emma Andersson (Kanal 5)

### Årets sport- och nyhetsprogramledare
- Claes Åkeson (TV3)
- Bengt Magnusson (TV4)
- Tommy Åström (Kanal 5)

### Publikens pris till bästa program alla kategorier
- Efterlyst (TV3)
- Parlamentet (TV4)
- Roomservice (Kanal 5)

### Årets förnyare
Inga nominerade

### Lifetime achievement priset
Inga nominerade